# Arquelândia
Arquelândia é um reino fictício criado pelo escritor irlandês C.S. Lewis para a série de livros infantis As Crônicas de Nárnia.
É um país localizado ao sul de Nárnia, tendo sua capital no castelo de Anvard, limitado ao norte por montanhas e ao sul pelo rio Flecha Sinuosa. É separado da Calormânia por um deserto. Foi fundado pelo príncipe Col, filho do rei Franco V no ano 180 de Nárnia.

## Geografia
Arquelândia é descrita como uma nação montanhosa que também possui uma área verde maiormente aberta, com muitas espécies de árvores, mas que estes não estão o suficientemente juntos como para formarem um bosque. Apesar do deserto grande ubicado imediatamente ao sul do seu território, Arquelândia não tem um clima árido. As montanhas do norte, que dividem Arquelândia de Nárnia, incluem o Monte Piro, o ponto mais alto deste país.

## História
Segundo O Cavalo e seu Menino, que narra o acontecido no mundo de Nárnia catorze anos depois dos fatos descritos em O Leão, a Feiticeira e o Guarda-Roupa, durante o reinado do Grande Rei Pedro e seus irmãos (e um ano antes do final do segundo livro na ordem cronológica), Arquelândia é aliado da Nárnia e é habitado por seres humanos —ao contrário da Nárnia, onde a maioria dos habitantes são animais falantes—. Foi por esta época em que o príncipe Rabadash da Calormânia tentou, sem êxito, dominar a Arquelândia para depois invadir Nárnia.
Mas, segundo O Sobrinho do Mago, o segundo filho do Rei Franco (primeiro rei da Nárnia) converteu-se no primeiro rei da Arquelândia. Aliás, o próprio Aslam disse-lhe ao rei Franco sobre a existência da Arquelândia antes de que ele assumisse o reino na Nárnia. Entretanto, na cronologia de C.S. Lewis dize-se que o príncipe Col, filho de Franco V da Nárnia, foi o primeiro rei de Arquelândia, já que segundo esta cronologia Arquelândia fundou-se 180 anos depois da criação do mundo e do reino de Nárnia. Ao contrário do acontecido na Nárnia, Arquelândia manteve a sua dinastia, sem mudanças, pelo menos até o tempo de O Cavalo e seu Menino, e inclusive a personagem principal deste livro (Shasta) pertence à família real de Arquelândia. Por último, este reino perdura até o momento da última batalha.

## Fonte
- Este artigo foi inicialmente traduzido, total ou parcialmente, do artigo da Wikipédia em inglês cujo título é «Archenland».